# Ginocentrismo
Il ginocentrismo (dal latino medievale  gyno  e greco  gynL ,  gynaikós ) è la pratica, consapevole o meno, di porre l'essere umano femminile o un punto di vista femminile come centrale nella visione personale del mondo. In questo sistema, le percezioni, i bisogni e i desideri delle donne hanno la priorità. Il punto di vista femminile è la modalità di riferimento attraverso cui tutti gli oggetti vengono analizzati.
Il suo contrario, in relazione con l'uomo, è denominato androcentrismo.
Talvolta, il termine ha connotazione dispregiativa ed è associato al sessismo e alla misandria.
Alcuni movimenti mascolinisti identificano nel ginocentrismo uno dei principali ostacoli al raggiungimento della parità di genere.
Il movimento MGTOW, invece, ritiene che il ginocentrismo sia uno dei fattori principali di contrasto della libertà ed indipendenza maschile.